# اوچ تپه بلاغ گون پاپاق
اوچ تپه بلاغ گون پاپاق مربوط به سده‌های اولیه دوران‌های تاریخی پس از اسلام است و در شهرستان مشگین‌شهر، بخش مرادلو، دهستان ارشق غربی روستای گون پاپاق واقع شده و این اثر در تاریخ ۲۶ اسفند ۱۳۸۷ با شمارهٔ ثبت ۲۵۸۳۹ به‌عنوان یکی از آثار ملی ایران به ثبت رسیده است.